# بلاپاتفالوا
بلاپاتفالوا (به مجاری:  Bélapátfalva) یک منطقهٔ مسکونی در مجارستان است که در ناحیه بلاپاتفالوا واقع شده‌است. بلاپاتفالوا ۳۶٫۱۷ کیلومتر مربع مساحت و ۳٬۴۶۵ نفر جمعیت دارد.